# Malika al-Fassi
Malika Belmehdi al-Fassi, más conocida como Malika al-Fassi, (Fez, 19 de junio de 1919-ibídem, 12 de mayo de 2007) fue una activista, feminista, escritora y periodista marroquí. Fue la única mujer entre los 66 signatarios en firmar el Tratado de Independencia el 11 de enero de 1944. Dedicó su vida a la edificación del Marruecos moderno a través de la lucha anticolonial y la mejora de los derechos y el empoderamiento de la mujer.

## Biografía
Nació siete años después del establecimiento del Protectorado de 1912 en el seno de una familia acomodada y de intelectuales defensores de la causa nacional, siendo la única niña de tres hermanos. Su padre, el cadi El Mehdi al-Fassi, concienciado con la importancia de la educación, aseguró los medios necesarios para educar, en una sociedad donde no se permitía a las mujeres ir a la escuela, a sus hijos por igual, para ello acondicionó una parte de la casa familiar y contrató profesores Qaraouiyines. Este hecho será muy relevante en la vida de Malika al-Fassi, ya que fue el entorno familiar el que contribuyó a moldear su personalidad. No entendía por qué la Qaraouiyine creada por una mujer estaba prohibida para las mujeres. ¿Por qué mis hermanos y primos podían ir a la escuela y yo no? ¿Por qué las mujeres de mi familia pensaban que la educación era un lujo? ¿Por qué las mujeres no deberían tener la oportunidad de acceder al conocimiento, tomar la iniciativa y hacer oír sus voces y participar activamente en el desarrollo de su propia sociedad? Absolutamente tuve que trabajar para la liberación y emancipación de la mujer marroquí.
Se casó con su primo Muhammad El-Fassi, con el que tuvo dos hijos, Saïd al-Fassi y Fatimzahra al-Fassi. Una faceta, la de madre, que compaginó con la de agente activo en la sociedad. “Malika al-Fassi –declara su hija Fatimzahra- como madre fue tierna pero al mismo tiempo severa. Fuimos mimados y al mismo tiempo educados con firmeza. Estaba muy ocupada. No estaba en cantidad, sino en calidad”. En mi vida, existía la ambición de ser una mujer cultivada y trabajar en esta dirección para las mujeres marroquíes, pero también existía el deseo de fundar una familia y disfrutar de las alegrías de la maternidad. Cuando tuvimos a nuestros hijos, acordamos compartir el amor por el arte, abrirlos al perdón y la responsabilidad. Excluimos cualquier diferencia entre niña y niño. Fui la madre que intentó equilibrar la ternura y la firmeza.

## Influencias
Fue pionera en la lucha de los derechos de la mujer en Marruecos, un país donde, a diferencia de otros, la mujer siempre ha tenido un papel relevante en la vida pública. Ejemplos de ello fueron Fátima Fihriyia, quien fundó la primera institución de educación del mundo, la Universidad de Qarawiyin en Fez alrededor del siglo IX d. C.; Sayyida al-Hurra, gobernante de la ciudad de Chauen, cerca de Tetuán; o Khnata Bent Bakkar, con un papel relevante en la vida política de mediados del siglo XVIII. Todas ellas, de alguna manera, fueron influencias y tuvieron un vínculo muy presente en la vida de Malika al-Fassi. Grandes mujeres en la historia de Marruecos inspiraron mi viaje, así que fui más allá de las murallas de mi ciudad, luché por la independencia de mi país y por la emancipación de las mujeres en Marruecos.

## Época como periodista
Utilizó la escritura como herramienta reivindicativa para reclamar públicamente el derecho de la mujer a la educación, convirtiéndose así en la primera periodista marroquí conocida. Escribió su primer artículo a la temprana edad de 15 años en el periódico Al Maghrib bajo el seudónimo de ‘el Fatate’ para después utilizar el de ‘Bahitate al Hadira’. A raíz de la obtención del certificado en la escuela primaria por parte de la princesa Lalla Aicha, Malika escribió un artículo titulado ‘El renacimiento de las mujeres marroquíes’. Su argumento sobre la educación de las niñas está basado en su futuro como madres y esposas y su influencia en las generaciones venideras. Según palabras de la escritora e investigadora en Historia, Osire Glacier Hadouche, aunque hoy en día pueda parecer conservador acotar la imagen de la mujer a tener y educar a los hijos, tiene que verse como un hecho revolucionario en su momento. “El nacimiento del feminismo moderno en Marruecos no es disociar de su tiempo lo que podía parecer revolucionario de lo que hoy nos parece conservador. Le debemos mucho a esta gran dama porque es una de las primeras en hacer campaña por la educación de las mujeres. Malika al-Fassi ha contribuido realmente a debates sustanciales sobre la sociedad”.
También publicó otros artículos, incluyendo ‘Hawl tahafut al-fatayat 'ala-l-lisseh’ (Sobre mujeres jóvenes que acuden en masa a la Lvcée, 1938); ‘Ta´lim al-mar´a’ (La educación de las niñas, 1938); ‘Sawt al-fatah’ (La voz de las mujeres jóvenes, 1938); ‘al-Fatah al Maghribiya bayn marahil al-ta´lim’ (Mujeres marroquíes entre fases de educación, 1952); y ‘Ta´lim al-mar´a’ (La educación de las mujeres, 1952). Escribió el libro ‘Dhikrayat bi-mathabat sira dhatiya’ (Recuerdos como autobiografía) que también se publicó en una serie de artículos en el periódico Al Maghrib en mayo-junio de 1938. Incluso se atrevió con algunas obras de teatro. 

## Despertar de la conciencia nacional
Malika al-Fassi está relacionada directamente con el período colonial. Fue en una sociedad que se preguntaba cómo el extranjero, con sus diferencias culturales y religiosas, podía tener control sobre una tierra musulmana, cuando Malika, a principios de la década de 1930, comenzó a tomar conciencia y a participar activamente en el movimiento nacionalista. Su esposo se convertirá en profesor en el Colegio Real de Rabat, lo que le permitirá tener acceso al Palacio y a la Familia Real, con quien acabará entablando amistad con el rey Mohammed V y su esposa Lalla Abla. 
En 1936 se convirtió en la primera mujer en formar parte del primer núcleo del movimiento nacional –conocido como ‘Taifa’ o ‘Zawya’, celebrándose reuniones secretas en su casa. Su marido, gracias a su posicionamiento, fue el vínculo y el enlace entre el movimiento, Malika al-Fassi y Mohammed V, a quien tuvo informado de todos los pasos que se tomaban. Un año después, en 1937, se fundaría el Partido Istiqlal.
Malika al-Fassi fue la última persona que se reunió con Mohammed V antes de su exilio el 20 de agosto de 1953. La víspera de ese día, Malika se acercó al Palacio Real y allí el rey le animó a continuar con la lucha de las ambiciones del pueblo marroquí. “En cuerpo y alma y hasta el último marroquí, lucharemos de este a oeste y de norte a sur hasta su regreso del exilio”, respondió ella. 
Mohammed VI reconoció a Malika al-Fassi como signataria del Manifiesto Istiqlal, destacando su compromiso junto a la élite del Movimiento Nacional. Un documento que se ha convertido en una parte integral de la historia de Marruecos, así como la prueba del camino hacia la soberanía, su integridad nacional y territorial. Por ello, el 11 de enero de 2005, el rey condecoró oficialmente en Uarzazat a los firmantes del Manifiesto de Independencia que aún estaban vivos, entre ellos a Malika al-Fassi. Toda mi vida he luchado por mi patria, por un Marruecos libre, unido y desarrollado. Luché con perseverancia por la igualdad entre hombres y mujeres a través de mi proyecto de educación

## Derechos de las mujeres
A pesar de todas las responsabilidades y compromisos, Malika al-Fassi continuó trabajando paralelamente en el desarrollo de una estrategia para lograr los objetivos con respecto a la educación de las mujeres. En una sociedad convulsa, hombres y mujeres trabajaron codo con codo, y después de la represión de las fuerzas coloniales varias asociaciones femeninas se formaron en las ciudades para ayudar a los prisioneros y a la resistencia. Rápidamente se impuso la necesidad de crear escuelas secundarias para las niñas y gracias a la buena relación que mantenía con Mohammed V, éste apoyo la iniciativa. Por primera vez, las niñas iban a estudiar en la Qaraouiyine. Para el escritor e investigador Lahcen Laassibi este hecho es una revolución. “La integración de las mujeres en la educación superior en Marruecos en la década de 1940 es un verdadero cambio en la dirección de la emergencia de un nuevo individuo marroquí”. Fuimos testigos de momentos históricos en Marruecos, el retorno de la independencia y la libertad. Sin embargo, nos esperaba otra lucha por la construcción de un país libre y estable con la solidaridad de sus hombres y mujeres, así que reclamé el derecho de las mujeres a votar. Se lo pregunté a Su Majestad Mohammed V, quien lo aceptó de inmediato y lo describió como una muestra de gratitud a las mujeres marroquíes que también participaron en la lucha por la independencia. El Partido Istiqlal reconoció en 1963 el derecho a votar de las mujeres, pero no fueron sus únicas dedicaciones en la mejora de los derechos. En su faceta menos conocida, trabajó por conseguir el aumento en la edad de casamiento de las niñas, de 13 a 18 años, alegando que era una edad demasiado temprana y sus cuerpos aún no estaban desarrollados. También se propuso limitar el abuso de poder de los hombres dentro del matrimonio para que no fueran en contra del bienestar de las mujeres, de la misma manera, trabajó para que el divorcio respetara la dignidad de la mujer.
En 1960 creó la Asociación Mowassate junto con Fatouma Bouhlal y Hbiba Dinia –actualmente su hija Fatimzhra Al Fassi es la directora-. Además de la lucha contra el analfabetismo, esta institución dio cobijo a huérfanos y brindó asistencia a los pacientes discapacitados y con cáncer. Fue la primera organización en beneficiarse de la Iniciativa Nacional para el Desarrollo Humano creada por el rey Mohammed VI.